# Rzut (geometria)

Przykładowy rzut równoległy na płaszczyznę; rzutowany obiekt to prostopadłościan i osie kartezjańskiego układu współrzędnych

Rzut – odwzorowanie trójwymiarowej przestrzeni euklidesowej na daną powierzchnię zwaną rzutnią, które każdemu punktowi {\displaystyle x} przestrzeni przypisuje punkt przecięcia się z rzutnią pewnej prostej z danej rodziny prostych rzutujących przechodzącej przez punkt {\displaystyle x.}
Rzutnia jest najczęściej płaszczyzną, choć stosuje się również rzuty na powierzchnię kuli, walca, stożka i inne. Rzut można także rozumieć ogólniej, jako funkcję odwzorowującą:
- płaszczyznę na pewną jej prostą (będącą rzutnią);
- wielowymiarową przestrzeń euklidesową na jej pewną hiperpłaszczyznę.

## Rodzaje
Na podstawie własności prostych rzutujących wyróżnia się:
- rzut równoległy – wszystkie proste rzutujące są równoległe;
  - prostokątny – kierunek rzutowania jest prostopadły do rzutni;
  - ukośny – kierunek rzutowania nie jest prostopadły do rzutni;
  - aksonometria – dostosowanie kierunku rzutowania i orientacji rzutni do kształtu rzutowanego obiektu;
- rzut środkowy (perspektywa) – wszystkie proste rzutujące przechodzą przez pewien punkt zwany środkiem rzutu.